# Гімн Бангладеш
Гімн Бангладеш — композиція під назвою «Моя золота Бенгалія» (в оригіналі — бенг. আমার সোনার বাংলা, транслітерується як Амар Шонар Бангла). Автор слів та музики — поет Рабіндранат Тагор. Гімн прийнятий 1972 року, після здобуття країною незалежності.

## Слова
За основу гімну взяті перші десять рядків пісні.
আমার সোনার বাংলা,

আমি তোমায় ভালবাসি।

চিরদিন তোমার আকাশ,

তোমার বাতাস

আমার প্রাণে বাজায় বাঁশি।

ও মা,

ফাগুনে তোর আমের বনে

ঘ্রানে পাগল করে--

মরি হায়, হায় রে

ও মা,

অঘ্রানে তোর ভরা খেতে,

আমি কি দেখেছি মধুর হাসি।।

কি শোভা কি ছায়া গো,

কি স্নেহ কি মায়া গো--

কি আঁচল বিছায়েছ

বটের মূলে,

নদীর কূলে কূলে।

মা, তোর মুখের বাণী

আমার কানে লাগে

সুধার মতো--

মরি হায়, হায় রে

মা, তোর বদনখানি মলিন হলে

আমি নয়ন জলে ভাসি।।

## Українська переклад
Моя золота Бенгалія

Я тебе люблю.

Завжди твоє небо, твої ветер в моєї душі

О матері, в моєї душі грають на дудці

Золота Бенгалія,

Я тебе люблю.

О матері, в місяці Фагуні

Од запаха твоїх мангових лісов

Я скажу з ума

Ой, я вмираю

О матері, в місяці Фагуні

Од запаха твоїх мангових лісов

Я скажу з ума

О матері, в місяці Ограні

На твоїх повних полях, що я побачив?

Що я побачив? Медові посмішки.

Золота Бенгалія,

Я тебе люблю.

Ах, какую красоту, котрий тінь,

Какую милість, какую любов

Ти пастелила немов часть свого сарі

Під баньян, по берегах річок.

Мати, слова із твоїх вуст

Моїм вухам здаються нектаром.

Ой, я вмираю

Мати, слова із твоїх вуст

Моїм вухам здаються нектаром.

Матері, якщо це ліцо твоє хмуриться,

Я плаваю у сльозах.

О матері, я плаваю у сльозах.

Золота Бенгалія,

Я тебе люблю.